# Atlanticus hoffmanni
Atlanticus hoffmanni är en insektsart som beskrevs av Tinkham 1941. Atlanticus hoffmanni ingår i släktet Atlanticus och familjen vårtbitare. Inga underarter finns listade i Catalogue of Life.